# Кириченко, Евгения Ивановна
Евге́ния Ива́новна Кириче́нко (5 января 1931, Харьков — 1 июля 2021, Москва) ― советский и российский историк архитектуры и искусствовед. Кандидат архитектуры (1964), доктор искусствоведения (1990). Академик Российской академии архитектуры и строительных наук (РААСН), почётный член Российской академии художеств, Заслуженный деятель искусств Российской Федерации, лауреат Государственной премии РФ.

## Биография
Родилась 5 января 1931 года в Харькове в семье инженера-конструктора Запорожстали Ивана Диомидовича Кириченко (лауреата Сталинской премии за разработку нового метода получения ферровольфрама) и врача-хирурга Марии Ивановны Жаковой. В детстве испытала тяготы войны, отъезд матери на фронт, немецкую оккупацию, голод.
В 1953 году окончила искусствоведческое отделение МГУ, затем — аспирантуру Центрального научно-исследовательского института теории и истории архитектуры (ЦНИИТИА). Учителя — Михаил Андреевич Ильин, Пётр Николаевич Максимов, Ирина Владимировна Эрн.
В 1964 году защитила диссертацию на соискание учёной степени кандидата архитектуры «Истории развития многоквартирного жилого дома с последней трети XVIII по начало XX в. (Москва, Петербург)».
В 1989 году во Всесоюзном научно-исследовательском институте теории и истории архитектуры защитила диссертацию в форме научного доклада на соискание учёной степени доктора искусствоведения по теме «Проблемы развития архитектуры середины XIX — начала XX века» (специальность 18.00.01 — теория и история архитектуры, реставрация и реконструкция историко-архитектурного наследия); официальные оппоненты — доктор искусствоведения В. Г. Лисовский, доктор искусствоведения, профессор Г. Ю. Стернин и доктор искусствоведения С. О. Хан-Магомедов; ведущая организация — отделение истории искусств исторического факультета МГУ имени М. В. Ломоносова.
Деятельность Е. И. Кириченко связана с Государственным научно-исследовательским музеем архитектуры имени А. В. Щусева и научными исследовательскими институтами Москвы — ЦНИИТИА, НИИ искусствознания, НИИ теории и истории архитектуры и градостроительства Российской академии архитектуры и строительных наук (НИИТИАГ РААСН), НИИ теории и истории изобразительных искусств Российской академии художеств (НИИ РАХ).
Академик РААСН, лауреат Государственной премии РФ (1998), заслуженный деятель искусств РФ (1999). Член Союза архитекторов России, почётный член РАХ.
Является автором более 30 монографий и книг, опубликовала в научных сборниках более 300 статей.
Отмечена в энциклопедии «Человек года» (2004), в энциклопедии «Who is who в России» (Швейцария) (2006).
Скончалась 1 июля 2021 года. Похоронена на Введенском кладбище в Москве (участок 22).

## Творчество
В 1960-е гг. наряду с работой над диссертацией по истории русской архитектуры XVIII—XIX вв. провела первые в отечественной науке исследования по архитектуре Испании, Швейцарии, Канады, Португалии, балканских стран, стран Латинской Америки. Итогом работы стали главы коллективного многотомника «Всеобщая история архитектуры» и авторская монография «Три века Латинской Америки» (1972).
Благодаря трудам Е. И. Кириченко, в искусствоведческую науку и архитектурную практику вошёл неизвестный ранее пласт историко-культурного наследия периода эклектики, историзма, модерна. Особенностью работ является обращение не только к выдающимся известным произведениям зодчества, но и разработка темы массовой архитектуры.
Работы Е. И. Кириченко во многом послужили поводом к изучению, сохранению и реставрации памятников архитектуры на местах. Этому способствовала и активная общественная деятельность автора, консультативная помощь широкому кругу исследователей, участие в экспертных советах, научных конференциях и выставках, научных изданиях в России, Германии, Италии, Франции, Югославии, Польше и др. Работы Е. И. Кириченко оказались в самом центре событий рождавшегося в 1980-е гг. движения по выявлению и обследованию исторической застройки и памятников архитектуры в России.
Заметным явлением в архитектурной науке стала монография «Русская архитектура 1830-х — 1910-х годов» (1978). Исследованию творчества Ф. О. Шехтеля Е. И. Кириченко посвятила 6 книг и около 30 статей. Известна в научном сообществе монография о знаковом для истории храме-памятнике и кафедральном соборе Москвы — «Храм Христа Спасителя» (1992), легшая в основу реставрационной части проекта воссоздания этого архитектурного памятника. Монография получила первую премию Фестиваля Союза архитекторов России (САР) «Зодчество».
Ряд фундаментальных исследований Е. И. Кириченко анализирует проблему содержания и эволюции понятия «национальный» в русской архитектуре. Книга «Русский стиль» вышла сначала в Лондоне и Нью-Йорке, затем в Мюнхене и, наконец, в Москве; удостоена диплома Американского института архитекторов за лучшее иностранное исследование. Затем автор занимается проблемой семантической значимости архитектуры зданий и архитектурных ансамблей Нового времени как мемориальных объектов, предметных знаков памяти русской истории. Этому посвящена монография «Запечатленная история России» в 2-х тт. (2001).
Отдельное место в научных работах занимает архитектура провинции, анализ художественных особенностей городских и сельских ансамблей, формирования архитектурного облика провинциальных городов и загородных усадеб. Е. И. Кириченко является одним из инициаторов воссоздания Общества изучения русской усадьбы (ОИРУ). Основными работами в этой области стали издания «Русская провинция» (1997, в соавторстве с Е. Г. Щеболевой); «Архитектура русской усадьбы» (1998, коллектив авторов).
Е. И. Кириченко возглавила проект по фундаментальным исследованиям истории русского градостроительства эпохи капитализма, является основным автором, составителем и научным редактором трёхтомника «Градостроительство России середины XIX — начала XX в.». Эта работа получила три награды: Премию Союза архитекторов России им. Гутнова, Премию мэрии Москвы и Премию Правительства РФ.
В НИИ РАХ, с которым тесно связана деятельность Е. И. Кириченко, она подготовила и выпустила авторскую монографию, посвященную 250-летию Российской Академии художеств: «Президенты Императорской академии художеств» (2008).

## Награды
- Государственная премия РФ (1998) за серию монографий по истории русской архитектуры XIX — начала XX века: «Русская архитектура 1830—1910-х годов», «Архитектурные теории XIX века в России», «Храм Христа Спасителя в Москве», «Русский стиль».
- Премия Москвы (1998) за работы по истории архитектуры Москвы
- Премия РФ (1999) за труды по истории отечественного зодчества.
- Диплом Американского института архитекторов за лучшее издание по истории ― «The Russian Style» London, за её американскую версию.
- Диплом фестиваля «Зодчество» (1998) за книгу «Русский стиль».
- Грамота митрополита Крутицкого и Коломенского Ювеналия в ознаменование Двухтысячелетия Рождества Христова (2000).
- Медаль Российской Академии архитектуры и строительных наук за монографию «Градостроительство России середины XIX ― начала XX века» (2002).

## Научные труды
- Кириченко Е. И. Три века искусства Латинской Америки: Конец XV—первая четверть XIX века. — М.: Искусство, 1972. — 144, [162] с. — (Из истории мирового искусства). — 10 000 экз. (в пер., суперобл.)
- Кириченко Е. И. Фёдор Шехтель / Научно-исследовательский институт теории, истории и перспективных проблем советской архитектуры. — М.: Стройиздат, 1973. — 144 с. — (Мастера архитектуры). — 9000 экз. (в пер.)
- Кириченко Е. И. Фёдор (Франц) Осипович Шехтель // Мастера советской архитектуры об архитектуре. — М., 1975. — Т. 1. — С. 7—14.
- Москва: Памятники архитектуры 1830—1910-х годов. Альбом. Текст Е. Кириченко. ─ М.: Искусство, 1977. — 126 с., илл.
- Кириченко Е. И. Москва на рубеже столетий. — М.: Стройиздат, 1977. — 184 с. — 15 000 экз. (в пер.)
- Кириченко Е. И. Русская архитектура 1830—1910-х годов. — М.: Искусство, 1978. — 400 с. (в пер.)
- Кириченко Е. И. Три мастера // Зодчество. — 1978. — № 2 (21). — С. 155—161.
- Кириченко Е. И. Пространственно-временные характеристики в русской архитектуре середины и второй половины XIX в. // Типология русского реализма второй половины XIX века / Отв. ред. д-р искусствовед. Г. Ю. Стернин; АН СССР. ВНИИ искусствознания М-ва культуры СССР. — М.: Наука, 1979. — С. 286—351. — 352 с. — 7900 экз. (в пер.)
- Кириченко Е. И., Макеев А. М. Ярославский вокзал  — памятник русской архитектуры // Транспортное строительство. — 1980. — № 2. — С. 57—59.
- Кириченко Е. И. Ф. Шехтель (1859—1926) // Зодчие Москвы. — М.: Московский рабочий, 1981. — С. 276—287. — 302 с.
- Кириченко Е. И. Русская архитектура 1830—1910-х годов. — Изд. 2-е, испр. и доп. — М.: Искусство, 1982. — 400 с. — 25 000 экз. (в пер.)
- Кириченко Е. И. Фёдор Шехтель // Строительство и архитектура Москвы. — 1984. — № 7. — С. 24—27.
- Кириченко Е. И. Фёдор Шехтель. К 125-летию со дня рождения // Юный художник. — 1984. — № 8. — С. 24—28.
- Кириченко Е. И. Фёдор Шехтель — художник, архитектор, общественный деятель // Декоративное искусство СССР. — 1984. — № 12. — С. 27—33.
- Кириченко Е. И. Фёдор Шехтель. К 125-летию со дня рождения // Архитектура СССР. — 1984. — № 3. — С. 86—92.
- Кириченко Е. И. О принципах пространственной организации среды некоторых особняков Ф. О. Шехтеля (рубеж XIX — XX вв.) // Архитектурное наследство. — 1985. — № 34. — С. 246—254.
- Кириченко Е. И. Исторический музей: Путеводитель: К 100-летию открытия Гос. ордена Ленина исторического музея. — М.: Московский рабочий, 1984. — 64 с. — (Биография московского дома). — 75 000 экз.
- Кириченко Е. И. Архитектурные теории XIX века в России. — М.: Искусство, 1986. — 344 с. — 20 000 экз. (в пер.)
- Зайцева З. А., Кириченко Е. И., Шепелев Ю. И. Деревянная архитектура Томска.― М.: Советский художник, 1987. — 151 с., илл.
- Наряд московских фасадов: Фотоальбом / Вступ. статья Е. И. Кириченко. — М.: Московский рабочий, 1987. — С. 5—27. — 280 с. — 30 000 экз.
- Кириченко Е. И. В начале пути (о раннем творчестве Ф. Шехтеля) // Куранты. — 1987. — № 2. — С. 243—251.
- Кириченко Е. И. Михаил Быковский. — М.: Стройиздат, 1988. — 256 с. — (Мастера архитектуры). — 10 600 экз. — ISBN 5-274-00185-8. (в пер.)
- Кириченко Е. И. К вопросу о художественных принципах организации пространственной среды на рубеже XIX — XX веков. (Интерьеры Ф. Шехтеля) // Искусство ансамбля. Художественный предмет, интерьер, архитектура, среда. — М.: Изобразительное искусство, 1988. — С. 249—286. — 464 с.
- Кириченко Е. И. Большая Садовая улица, 4. — М.: Московский рабочий, 1989. — 80 с. — (Биография московского дома). — 60 000 экз. — ISBN 5-239-00693-8.
- Марченков А. М., Чернухина В. Н., Кириченко Е. И. Улица Качалова, 6/2. — М.: Московский рабочий, 1990. — 96 с. — (Биография московского дома). — 60 000 экз.
- E. Kirichenko. The Russian Style. Laurence King, Lnd., 1991. — 393 p.
- Kiritschenko, Jewgenia. Zwischen Byzanz und Moskau: Der Nationalstil in der russischen Kunst. München, 1991. — 393 s.
- Russian art and design. 1700—1910. N.Y., 1991.
- Кириченко Е. И. Храм Христа Спасителя в Москве. История проектирования и создания собора. Страницы жизни и гибели. 1813—1931 /Сост. Г. А. Иванова; Авт. текста Е. И. Кириченко. — М.: Планета, 1992. — 279 с. ISBN 5-85250-453-X
- Архитектурные образы Москвы XVIII- начала XX веков // Москва. 850 лет. /отв. ред. В. А. Виноградов/. Т.1, кн. 2. — М.: Московские учебники, 1996. — в соавторстве, введение, гл.1,2, 4, 5,6. — 368 с.
- Кириченко Е. И. Русский стиль. Поиски выражения национальной самобытности. Народность и национальность. Традиции древнерусского и народного искусства в русском искусстве XVIII — начала XX века. ― М.: Галарт, 1997. — 431 с., ил. ISBN 5-269-00930-7
- Русская провинция (в соавт. С Е. Г. Щеболевой)/ [Ред. кол.: А. И. Комеч, Л. Н. Петрова]; Рос. гос. б-ка. ―М.: «Наш дом — L’Age d’Homme», 1997. — 186 с., ил. ISBN 5-85250-453-X
- Кириченко Е. И. Храм Христа Спасителя в Москве. — М., 1997. (2-е издание, исп. и доп.) — 279 с. ISBN 5-85250-453-X
- Кириченко Е. И. Архитектура русской усадьбы 1910-х годов // Музейный сборник ГИЗ «Горки Ленинские» № 5. — М.: ГИЗ «Горки Ленинские», 1997. — С. 28—49.
- Кириченко Е. И. Романтический зодчий модерна Федор Шехтель. — М., 2000. — 331 с., илл.
- Кириченко Е. И. Запечатленная история России. Монументы XVIII — начала XX века. Кн.1 и 2. М.: Жираф, 2001. — Кн. 1 — 380 с., илл.; Кн. 2 — 346 с., илл. ISBN 5-89832-020-2
- Градостроительство России середины XIX — начала XX века. Кн. 1: Общая характеристика. Теоретические проблемы. /Кириченко Е. И. — отв. ред, текст Введения, гл.1-5/. М.: Прогресс-Традиция, 2001. ISBN 5-89826-176-1
- Градостроительство России середины XIX — начала XX века. Кн. 2: Город и новые типы поселений. / Кириченко Е. И. — отв. ред, автор текста. М.: Прогресс-Традиция, 2003. ISBN 5-89826-083-8
- Кириченко Е. И. Московское архитектурное общество в истории русской культуры. 1867—1932. К 140-летию со дня создания. ― М., 2007. — 320 с., илл. ISBN 978-5-87449-091-4
- Кириченко Е. И. Президенты Императорской Академии художеств. М.: «Индрик», 2008. — 432 с., ил.
- Кириченко Е. И. Архитектурное наследие Федора Шехтеля в Москве. — М.: Издательский дом Руденцовых, 2009. — 360 с. — ISBN 5-7461-0179-6, 978-5-85759-448-3.
- Кириченко Е. И. Архитектурное наследие А. С. Каминского в Москве. — М.: Издательский дом Руденцовых, 2010. — 416 с.
- Федина М., Кириченко Е., Сайгина Л. и др. Архитектурная сказка Фёдора Шехтеля: к 150-летию со дня рождения Мастера. — М.: Русский импульс, 2010. — 264 с. — ISBN 978-5-902252-46-2.
- Градостроительство России середины XIX — начала XX века. Кн.3. Столицы и провинция / Кириченко Е. И. — отв. ред, автор текста. — М.: Прогресс-Традиция, 2011. ISBN 5-89826-083-8
- Кириченко Е. И. Архитектурное наследие России. Федор Шехтель. — М.: Издательский дом Руденцовых, 2011. — 512 с. — ISBN 978-5-902887-08-9.
- Кириченко Е. И. Архитектор Василий Косяков. — М.: БуксМАрт, 2016. — 352 с. — ISBN 978-5-906190-54-3.
- Кириченко Е. И. Архитектурное наследие России. Александр Каминский. — М.: Издательский дом Руденцовых, 2018. — 696 с. — ISBN 978-5-902887-34-8.
- Кириченко Е. И. Русский стиль. Поиски выражения национальной самобытности. Народность и национальность. Традиции древнерусского и народного искусства в русском искусстве XVIII – начала XX века. – 2-е изд., испр. и доп.. — М.: БуксМАрт, 2020. — 580 с. — ISBN 978-5-907043-52-7.
- Церковное зодчество старообрядцев в России середины XVIII — начала XX века. — Калуга: Фридгельм, 2023. — 304 с.